# ロバート・センピル (第4代センピル卿)
第4代センピル卿ロバート・センピル（英: Robert Sempill, 4th Lord Sempill、1560年代 – 1611年3月25日）は、スコットランド貴族。

## 生涯
マスター・オブ・センピル（センピル卿位の法定推定相続人）ロバート・センピル（Robert Sempill、1569年没、第3代センピル卿ロバート・センピルの息子）と2人目の妻バーバラ（1569年以降没、アーチボルド・プレストンの娘）の息子として生まれた。父は祖父に先立っており、祖父は1573年8月1日と1576年1月17日の間に死去した。生年は不明であるが、1581年11月26日時点で未成年である。
1584年と1596年にスコットランド議会に登院し、1597年11月28日にスコットランド枢密院の枢密顧問官に任命された。1594年8月30日、スターリングで王太子ヘンリー・フレデリックの洗礼式に出席した。
1595年に駐スペインスコットランド大使を務めた。
1597年12月29日にイングランド王国の船を拿捕したことで反乱者と宣告された。
カトリックであり、1606年にはスコットランドの聖職者からの教育を受けられるようセンピル卿をアーヴィンに住ませることが提案された。そして、1608年7月28日にスコットランド教会総会で破門を宣告された。
1611年3月25日に死去、1人目の妻との間の息子ヒューが爵位を継承した。

## 家族
1583年9月11日、アグネス・モンゴメリー（Agnes Montgomerie、1601年11月28日までに没、第3代エグリントン伯爵ヒュー・モンゴメリーの娘）と結婚、3男2女をもうけた。
- ヒュー（1639年9月19日没） - 第5代センピル卿[1]
- ウィリアム[2]
- ジェームズ[2]
- アンナス（Annas、1631年12月没） - 1603年6月8日、サー・アーチボルド・ステュアート（Sir Archibald Stewart）と結婚、子供あり[2]
- バーバラ（1642年以降没） - サー・コール・ラモント（Sir Coll Lamont、1634年ごろ没）と結婚、子供あり[2]

1604年9月13日ごろ、ジョハンナ・ハミルトン（Johanna Hamilton、1638年6月14日没、レヴィマス・エヴェラードの娘、サー・ジョン・ハミルトンの未亡人）と再婚、1男をもうけた。
- ウィリアム - アイルランド王国に移住した。アン・ステュアート（Anne Stewart、初代準男爵サー・ウィリアム・ステュアートの娘）と結婚、1女をもうけた[2]